# Sílvia Cardoso
Sílvia Cardoso Ferreira da Silva (Paços de Ferreira, 26 de julho de 1882 — Paços de Ferreira, 2 de novembro de 1950) foi uma assistente social portuguesa. 

## Biografia
Nasceu na Casa da Torre, em Paços de Ferreira, distrito do Porto, no seio de uma família católica abastada. Estudou no Colégio Inglês do Coração de Maria, no Porto e, posteriormente, no Colégio das Doroteias, em Sardão, Vila Nova de Gaia. 
Fez a sua Consagração ao Sagrado Coração de Jesus e ao Apostolado Cristão na Capela das Irmãs Doroteias em Tuy, Galiza, a 1 de abril de 1917. 
A 23 de agosto de 1953, em Paços de Ferreira, foi inaugurada uma estátua em sua homenagem pelo Cardeal Patriarca de Lisboa, D. Manuel Cerejeira, e o Bispo do Porto, D. António Ferrreira Gomes. 
A 27 de março de 2013 o Papa Francisco declarou-a "venerável" em razão de suas virtudes cristãs.